# Moravský teplokrevník
Moravský teplokrevník je plemeno koně postavené na kmenech Furioso, Gidran, Przedswit, Star of Hannover, North Star, Nonius, Shagya, Dahoman. Později se k těmto kmenům přiřadila i linie Catalin. Koně tohoto plemene mají historii až do dob Rakouska-Uherska. Jedná se o teplokrevné pracovité, výkonné a především všestranné koně. Hlavním znakem je tvrdá konstituce a dobrá jezditelnost. Výkonnostní zkoušky koní se dělají ve 4 letech, nikoliv ve třech letech (jako například u českého teplokrevníka). Zkouška má prokázat všestrannost koně, jako to bylo i v minulosti a zahrnuje i zápřah. Z iniciativy zájemců byl v roce 1996 založen Svaz chovatelů a příznivců moravského teplokrevníka. Svaz byl v roce 2004 oficiálně uznán jako chovatelské sdružení a tím bylo současně uznáno i plemeno. Na konci 2. desetiletí 21. století se postupně rozrůstá jak členská základna, tak i množství koní, ale i tak se jedná o kriticky ohrožené plemeno.
Jako moravští teplokrevníci byli poprvé administrativně označeni v roce 1944 plemenní hřebci zemského chovu a jejich potomstvo. Plemenní hřebci, byť podobné rodokmenové skladby, pocházející z hřebčínských chovů byli nadále označováni jako angličtí polokrevníci. Šlechtění moravského teplokrevníka je nerozlučně spjato s Moravským zemským hřebčínem v Pohořelicích u Napajedel. Vliv ušlechtilých pohořelických plemeníků je patrný v chovu dodnes. Pro svou mnohostrannost a konstituční tvrdost byl moravský teplokrevník využíván jak armádními jezdeckými útvary, tak zemědělci. Bohužel doba po druhé světové válce chovu ušlechtilých koní. Zrušení armádních a jezdeckých útvarů a změna politického klimatu zapříčinili nezájem o temperamentní jezdecké koně, kteří byli buď prodány do zahraničí nebo odporaženi. Následkem toho zanikla výkonná drezurní linie Star of Hannover. Koně z této linie dokázali jako jediní konkurovat předválečné době téměř neporazitelnému hannoverskému družstvu. Další ranou pro chov moravského teplokrevníka byla likvidace Moravského hřebčína v Pohořelicích. Kvalitu pohořelických koní dokládá i to, že hřebci toho chovu našli uplatnění ve významných hřebčínech bývalého Československa - Hostouň, Motěšice, Kladruby a po likvidaci vojenského hřebčína v Hostouni i Albertovec. Ještě je třeba dodat, že Pohořelice byly dvorním dodavatelem hřebců pro hřebčinec v Tlumačově. Od roku 1971 byl moravský teplokrevník sloučen s chovem českého teplokrevníka pod jedno plemeno a to český teplokrevník. Postupná germanizace chovu českého teplokrevníka a import plemeníků nejdříve oldenburských a poté trakénských, hannoverských , holštýnských a jiných zavinila, že se plemenní hřebci, nositelé Rakousko-Uherských genů začali postupně vytrácet. V roce 1991 přichází pan Binek s myšlenkou obnovit chov koní, kteří se dříve chovali v Pohořelicích. Pro svou myšlenku získává další nadšence a vzniká svaz chovatelů a příznivců moravského teplokrevníka. Základní kámen svazu pokládají Ing. Vladimír Milota, Bohumír Soušek, Jindřich Jarka, Jaromír Dostál, Ing. Čeněk Krybus, Milan Novák a Ing. Vincenc Krybus. Trnitá cesta k uznání moravského teplokrevníka jako samostatného plemene byla konečně v roce 2004 korunována úspěchem. Do plemenných knih moravského teplokrevníka bylo zapsáno 10 plemenných hřebců a 67 klisen. Od té doby stavy koní pomalu stoupají. V současné době se stav klisen zapsaných do PK MT pohybuje kolem 230 klise, plemenných hřebců je cca 20 ks a dalších 15 ks je rezervních. V chovném registru je kolem stovky klisniček. Stále je ještě možné zapsat na základě stejnosměrné plemenitby do PK MT i klisny, nebo hřebce z PK českého a slovenského teplokrevníka, pokud tito koně nemají v první nebo druhé generaci německá, francouzská a jiná plemena šlechtěná na sportovní výkonnost. Dále lze zapsat plemena Furioso, Furioso-North Star, Gidran, malopolský kůň a Nonius a také klisny, popřípadě hřebce plnokrevné, arabské a angloarabské. U všech těchto koní je požadován čtyřgenerační původ. Jako historické plemeno je moravský teplokrevník označován výžehem a to symbolem označujícím plemennou příslušnost na levém stehně. V letech 2004 až 2009 to bylo stylizované MT a od roku 2010 je to moravská orlice. Levé sedlo nese výžeh kmenový a pod ním rodový, pravé sedlo pak číslo označující pořadí narození hříběte po daném plemeníkovi.
Chovným cílem je ušlechtilý teplokrevný kůň středního rámce chovaný na bázi původní Rakousko-uherských kmenů s přihlédnutím ke kmenové příslušnosti, kůň pozdně dospívající, ale dlouhověký, konstitučně tvrdý, dobře krmitelný, pevného zdraví a výborného charakteru s mnohostranným využitím pod sedlem tak i zápřeži. SCHPMT se snaží zachovat všechny historické linie a to: Furioso XI R* 1895, Furioso XIII R *1906, Furioso XXVIII M * 1902, Gidran XXXIII R * 1913, Pzedswit III K * 1925, Przedswit VIII Pib. * 1913,Catalin *1921, Shagya XI*1886 a North Star III B*1944. Nutné je, ale přiznat že jen díky hřebčínu Motěšice se podařilo zachránit linie Furioso XI, Furioso XIII, Przedswit VII, Gidran XXXIII, North Star III a Catalin a to dovozem plemeníků těchto linií, často s pohořelickými kořeny. Nejen slovenští plemeníci se podíleli na záchraně moravského teplokrevníka. Z Polska byl dovezen Przedswit Jung a husarský kousek se povedl zařazením maďarského hřebce Furioso-68 Figura, který je pravnukem známého Furiosa I - 21/Honor, jehož krev se zdála být pro chov moravského teplokrevníka nenávratně ztracena.
Prověření užitkových vlastností moravského teplokrevníka se děje dvěma způsoby a to výkonnostními zkouškami a na základě sportovní kariéry. Od roku 2013 byla změněna pravidla výkonnostních zkoušek, které se lépe přizpůsobily všestrannosti plemene. Zkoušku lze vykonat pod sedlem nebo zápřeži. Klisny a hřebci jsou předvedeny v kroku a klusu na ruce ve volnosti ve všech třech chodech. Následuje skok ve volnosti do 110cm a zkouška mechaniky pohybu na drezurním obdélníku. Poté absolvují terénní jízdu v délce 2 km s několika terénními překážkami a průjezdem vodou. Klisny v zápřeži nemusí absolvovat skok ve volnosti. ZZUV (základní zkouška užitkových vlastností) je podmínkou pro zařazení klisny HPK.
Zkouška hřebců je náročnější, Všichni hřebci musí projít předvýběrem hřebců, kde předvedou mechaniku pohybu na ruce i ve volnosti do 120cm. Majitelé předvybraných hřebců pak mohou zvolit zkoušku pod sedlem, nebo v zápřeži. Hřebci musí absolvovat zkoušku mechaniky pohybu na drezurním obdélníku, parkur, dále jsou prověřeni testačním jezdcem, či kočím a zkouška je zakončena terénní jízdou. Hřebci by před zařazením do plemenitby měli projít sportovní kariérou. Koně musí být při vykonání zkoušky minimálně čtyřletí. Hřebce lze zařadit do chovu i na základě sportovní výkonnosti, kde musí v sedlových disciplínách dosáhnout výkonnosti "S" a v zápřeži "T".
V minulosti dokazovali nositelé Rakousko-uherských genů, že sportovat umí i na nejvyšší úrovni. Jen namátkou ve skocích vynikli Havana, Iluze, Przedswit Horymír, Pramen, Rytmus, Oran-všichni na úrovni "T", nebo "TT". V drezuře Ivo, Komtesa a ve všestrannosti Renata, Furioso VII a mnoho dalších. V novodobé historii se začínají objevovat moravští teplokrevníci ve všech odvětvích jezdeckého sportu a vzhledem k tomu, že se jedná převážně o mladé koně, nevedou si špatně. Zdá se, že jejich parketou bude hlavně všestrannost, kde zatím dosáhli výkonnosti (S), ale daří se jim i v drezuře (TT), ve vytrvalosti (L), ve skocích (ST*) a zápřeži (TT).